# Курукшетра (округ)
Округ Курукшетра (гінді कुरुक्षेत्र जिला, англ. Kurukshetra district) — округ індійського штату Хар'яна із центром у місті Тханесар (Курукшетра). Всього в окрузі 4 міста:
- Тханесар (120 072)
- Шахбах (37 130)
- Пехова (33 547)
- Ладва (22 439)

| Індія | Це незавершена стаття з географії Індії. Ви можете допомогти проєкту, виправивши або дописавши її. |